# Tabaal uralkodóinak listája
Tabaal királysága a Anatólia keleti részén helyezkedett el a Hettita Birodalom bukásától az asszír hódítás koráig. Az i. e. 9. századig ismeretlenek a térség uralkodói. Ekkor a dokumentumok 24 fejedelemség egyesüléséről beszélnek, amelynek nagykirálya I. Tuvatisz.
| Uralkodó               | Idő                  | Megjegyzés                                                                                   |
| ---------------------- | -------------------- | -------------------------------------------------------------------------------------------- |
| Kati(?)                | i. e. 837 előtt      |                                                                                              |
| I. Tuvatisz            | i. e. 837 előtt      |                                                                                              |
| Kijakijasz             | i. e. 837 körül      | Tuvatisz fia, kortársa III. Sulmánu-asarídu, Aksaray-sztélé, asszír Kiakki                   |
| II. Tuvatisz           | i. e. 770 körül      | Çiftlik-sztélé, Tuwati/Tuvatiš asszír Tuatis/Tuatti                                          |
| Szipisz                | i. e. 8. század      | Nisz fia, Karaburna sziklafeliratán olvasható név, máshonnan nem ismert                      |
| Burutasz               | i. e. 740 körül      |                                                                                              |
| Vaszuszarmasz          | i. e. 732 körül      | II. Tuvatisz fia, névváltozatai: Vaszuarma, Vaszu-Szarruma, Vaszu-Samas, asszír Vasszurme    |
| Szaruvanisz            |                      | Niğde-sztélé töredékén Varpalavasz elődje Tuvana királyságában, datálása bizonytalan         |
| Hili                   | i. e. 730 után       |                                                                                              |
| Varpalavasz            | i. e. 713 körül      | Tuvana királya (Bor-sztélé)                                                                  |
| Muvaharannisz          |                      | talán csak Tuvana királya, Varpalavasz fia (Bor-sztélé, Niğde-sztélé)                        |
| Ambarisz               | i. e. 712 körül      | II. Sarrukín kortársa                                                                        |
| Kurtisz                | i. e. 8. század vége | bahçeköy-sztélén, talán azonos a Kurti néven II. Sarrukín évkönyveiben megjelenő uralkodóval |
| Phrügia fennhatósága   |                      |                                                                                              |
| Asszíria fennhatósága  | i. e. 700 körültől   |                                                                                              |
| Hidi                   | i. e. 690 körül      |                                                                                              |
| Mukalli (vagy Mugallu) |                      | Assur-bán-apli kortársa                                                                      |
| ×–usszi                | i. e. 650 körül      |                                                                                              |
| Babilon fennhatósága   | i. e. 609-től        |                                                                                              |

## Külső hivatkozások
- Monuments of Hittites